# Auglaize County
Auglaize County är ett administrativt område i delstaten Ohio, USA, med 45 949 invånare.  Den administrativa huvudorten (county seat) är Wapakoneta.

## Geografi
Enligt United States Census Bureau har countyt en total area på 1 040 km². 1 039 km² av den arean är land och 1 km² är vatten.

### Angränsande countyn
- Allen County - nord
- Hardin County - öst
- Logan County - sydost
- Shelby County - syd
- Darke County - sydväst
- Mercer County - väst
- Van Wert County - nordväst